# CAPTAIN RED
『CAPTAIN RED』（キャプテン レッド）は、藤田貴美による日本の少女漫画作品。
初出は1992年「花とゆめ」11 - 12号。

## あらすじ
時は大航海時代、エストラーデ王朝。「海のサソリ」と呼ばれる海賊レッドに国中が悩まされていた。そんなある日、海賊討伐艦隊を激励する夜会の最中、領主の娘二人が「レッド・ウッド」と名乗る海賊達に攫われてしまう。病弱な義姉・ウィステリアを守ろうと、プリムローズは海賊相手に反抗的な態度を繰り返し、幾度となく脱出を図るがことごとく失敗する。その挙句に姉妹二人は嵐の海に落ちてしまうが！？

## 登場人物
プリムローズ
領主の養女。通称プリス。「宝石の姫」と呼ばれるほどの美しい海の青の瞳を持つ。気が強く、活発な少女。夜会の最中、義姉のウィステリアと共にレッド達に攫われてしまう。
実の両親が航海中に海賊に襲われ命を落としたことから、海や海賊を嫌悪している。
攫われた当初は様々な手段で逃亡を試みるが、全て失敗に終わる。挙句にウィステリアと共に嵐の海に投げ出されてしまうがレッドに救出され、それを機にレッドに対する気持ちに変化が訪れる。
レッド・ウッド（レッド・アストール・ド・ウォーリック）
左腕に蠍の刺青を持つ、海賊のキャプテン。プリムローズ達を攫うが、傷つけることはせずに共に航海に連れまわす。プリムローズを気に入っており、からかって楽しんでいる。
その正体は都の海軍提督。国王から命を受けた海賊討伐艦隊最高司令官であり、海賊のフリをして本物の「サソリ」を誘き寄せ討伐しようとしていた。
ウィステリア
領主の娘でプリムローズの義姉。「宝石の姫」と呼ばれるほどの美しい春の緑の瞳を持つ、病弱な淑女。フォレストに魅かれており、自分の立場と恋心の板挟みとなってしまう。
ブラック・フォレスト（フォレスト・アル・イク・ヴェルデ）
レッドの片腕。物静かな青年で、ラース曰く「船長と違って紳士」とのこと。ウィステリアに魅かれており、病弱な彼女の世話を献身的に行う。
ホワイト・ラース（トフト・ラース三世）
船医兼神父兼芸術家。高名な哲学者の孫。
ディスクリート・ルイス・ボールドウィン
プリムローズ達の家庭教師を務める真面目で有能な青年。密かにプリムローズを慕っている。攫われたプリムローズ達を救出する際は、副司令官として船に乗り込んだ。
グラス・ドール・デルモンテ
ディスクリートの直属の部下。大食いで能天気な青年。メイという恋人がいる。
サミュエル・モーヴ
提督。家柄を理由に、領主により海賊討伐艦隊司令官に任命される。任務を果たした際には「宝石の姫」のどちらかとの結婚を約束されるが、船酔いにより司令官職を辞することとなる。

## 書籍情報
- 全1巻　白泉社花とゆめコミックス　1992年9月刊行
- 全1巻　幻冬舎コミックス漫画文庫　2008年12月刊行